# Aerobic-Weltmeisterschaften 2010
Die XI. Aerobic-Weltmeisterschaften fanden vom 8.–10.  Juni 2010 in der französischen Kleinstadt Rodez (Region Midi-Pyrénées) statt.
Die Presidential Commission des Weltturnverbandes (FIG) vergab die Veranstaltung am 5. August 2009 während einer Tagung in Lausanne. Zuvor wurden vom 15.–17. Juni 2010 an gleicher Stelle die Wettkämpfe für die Altersklassen 12–14 und 15–17 ausgetragen.
Der Französische Turnerbund richtete zum zweiten Mal nach 1995 die Weltmeisterschaft aus. Rodez war 2007 bereits Gastgeber des Finales des Aerobic-Weltcups.

## Medaillenspiegel
| Platz | Land                | G | S | B | Gesamt |
| ----- | ------------------- | - | - | - | ------ |
| 1     | Rumänien            | 1 | 2 | 1 | 4      |
| 2     | Frankreich          | 1 | 1 | 2 | 4      |
| 3     | Volksrepublik China | 1 | 1 | 0 | 2      |
| 4     | Brasilien           | 1 | 0 | 0 | 1      |
|       | Spanien             | 1 | 0 | 0 | 1      |
| 6     | Italien             | 0 | 1 | 0 | 1      |
| 7     | Australien          | 0 | 0 | 1 | 1      |
|       | Neuseeland          | 0 | 0 | 1 | 1      |